# Јоухана Сигурдардоутир
Јоухана Сигурдардоутир (исл. Jóhanna Sigurðardóttir; Рејкјавик, 4. октобар 1942) је некадашња премијерка Исланда од фебруара 2009. до маја 2013. У ранијим владама је служила као министар за социјална питања од 1987. године до 1994. године и од 2007. године до 2009. године.